# The Hunt for Gollum
The Hunt for Gollum è un fan film di mediometraggio basato sulle note in appendice de Il Signore degli Anelli, romanzo di J. R. R. Tolkien. È stato realizzato con un budget di sole 3000 sterline, senza che la New Line Cinema e gli eredi dell'autore si opponessero, nonostante violi le proprietà intellettuali di entrambi.
Il film, malgrado il budget limitato, ha riscosso un discreto successo negli ambienti del cinema amatoriale. È stato presentato in anteprima allo Sci-Fi London il 3 marzo 2009, con la presenza del regista e di Adrian Webster, che interpreta Aragorn. Ha vinto premi nel settore, fra i quali il premio al miglior film d'azione al Balticon 2009 e il Reflet D'Or per miglior film prodotto per il Web al Festival Cinema Tous Ecrans di Ginevra ed ha superato 12 milioni di visualizzazioni nel novembre 2012.

## Trama
Il film narra le avventure di Aragorn alla ricerca della creatura chiamata Gollum, un tempo possessore dell'Unico Anello.
Inizia nella locanda "Il Puledro Impennato" a Brea, dove Aragorn (Granpasso) attende Gandalf il Grigio (circa nel 3009). L'Istar (ossia Gandalf) convince il ramingo a dirigersi ad Est, tra le montagne, per catturare la creatura nota come Gollum. Aragorn prima di partire porta un saluto alla tomba del padre Arathorn II.
Nel viaggio Aragorn incontra un ramingo, un suo lontano parente di nome Arithir, che lo informa sulla situazione delle terre dell'Est e gli racconta di alcune voci riguardanti il rapimento di bambini in fasce, nonché di diversi furti di pesce fresco. Aragorn capisce di essere molto vicino a Gollum; poco dopo scopre che anche un gruppo di orchi è alla ricerca della creatura. Sulle rive di un fiume affronta e uccide due orchi, precedentemente allontanatisi dal gruppo con la scusa di ispezionare la zona, ma con il reale intento di uccidere e divorare un passante per saziarsi.
Aragorn, giunto tra le montagne, trova Gollum e dopo avergli teso una trappola lo imprigiona in un sacco. La creatura ormai prigioniera si dimena e giura di uccidere l'uomo una volta liberatosi. Nel viaggio di ritorno Aragorn si imbatte nel gruppo di orchi e nello scontro ha la meglio, ma cade a terra avvelenato da un dardo; si addormenta sotto l'effetto del veleno, mentre cerca di combatterlo pensando ad Arwen e al popolo di Gran Burrone. Al suo risveglio si accorge che Gollum è riuscito a liberarsi; si rimette in cerca e ritrova la creatura appollaiata su un albero. Chiede a Gollum di scendere ma questo lo avverte della presenza di un Nazgûl. L'oscuro cavaliere e il ramingo si scontrano, ma prima che uno dei due possa avere la meglio, il Nazgûl scappa per via dell'arrivo di un gruppo di elfi, i quali hanno nel frattempo catturato Gollum.
Così giunge salvo presso il Reame Boscoso dove ad attenderlo c'è Gandalf che consiglia di portare Frodo al sicuro. Intanto il prigioniero Gollum pensa ad una vendetta e giura di riprendersi l'anello e di vendicarsi di colui che glielo ha sottratto.

## Produzione
Il film si basa sull'avventura di Aragorn nelle terre dell'Est, cosa che nel romanzo ha un ruolo marginale. Chris Bouchard, oltre ad essere stato il regista del film, ha scritto la sceneggiatura. Il cast completo è stato di circa 160 persone, di cui 60 solo per gli effetti speciali. Per quanto riguarda l'estetica di Gollum sono stati ripresi gli spunti dell'attore, Andy Serkis soprattutto riguardo alla faccia del personaggio.
Gli attori Adrian Webster e Patrick O'Connor, rispettivamente Aragorn e Gandalf, sono stati assunti dal regista a causa della loro forte somiglianza con Viggo Mortensen e Ian McKellen.
I compositori del film sono stati Adam Langston, Andrew Skrabutenas e Chris Bouchard e hanno composto la colonna sonora nello studio Futureworks a Manchester. La colonna sonora non è mai stata pubblicata su CD, ma esiste in formato digitale all'interno del sito dedicato al film.
Il film, realizzato nelle foreste di Epping, a Hampstead Heath e nel Galles del Nord.

## Accoglienza
Alla sua uscita online (maggio) fino ad ottobre, il film è stato visto da circa 5 milioni di persone, di cui solo 3 milioni nei primi tre mesi. Si è classificato al quarto posto nella lista dei film più guardati online del 2009 negli Stati Uniti.